# Wasserschloss Podelwitz

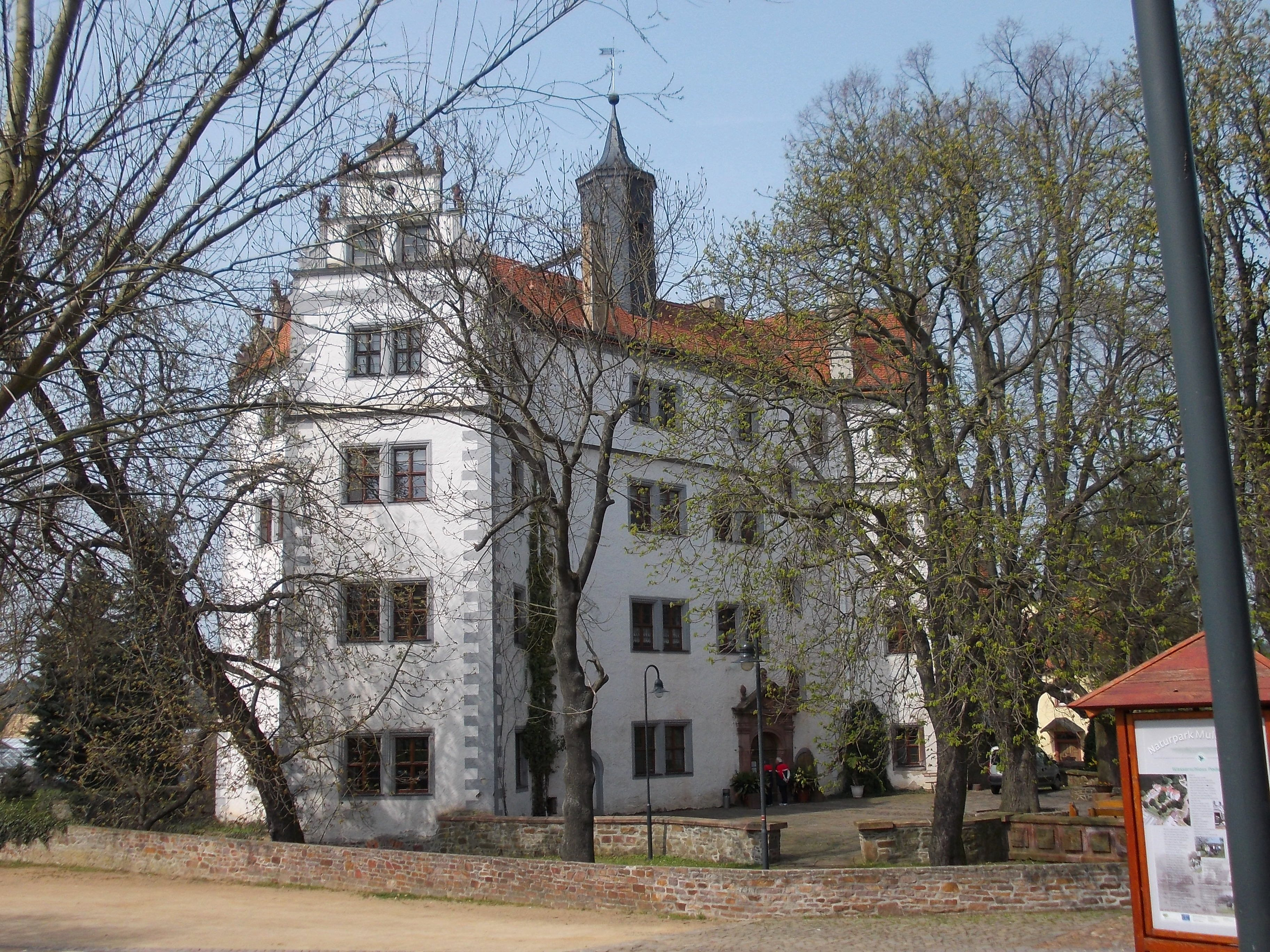
Schloss Podelwitz

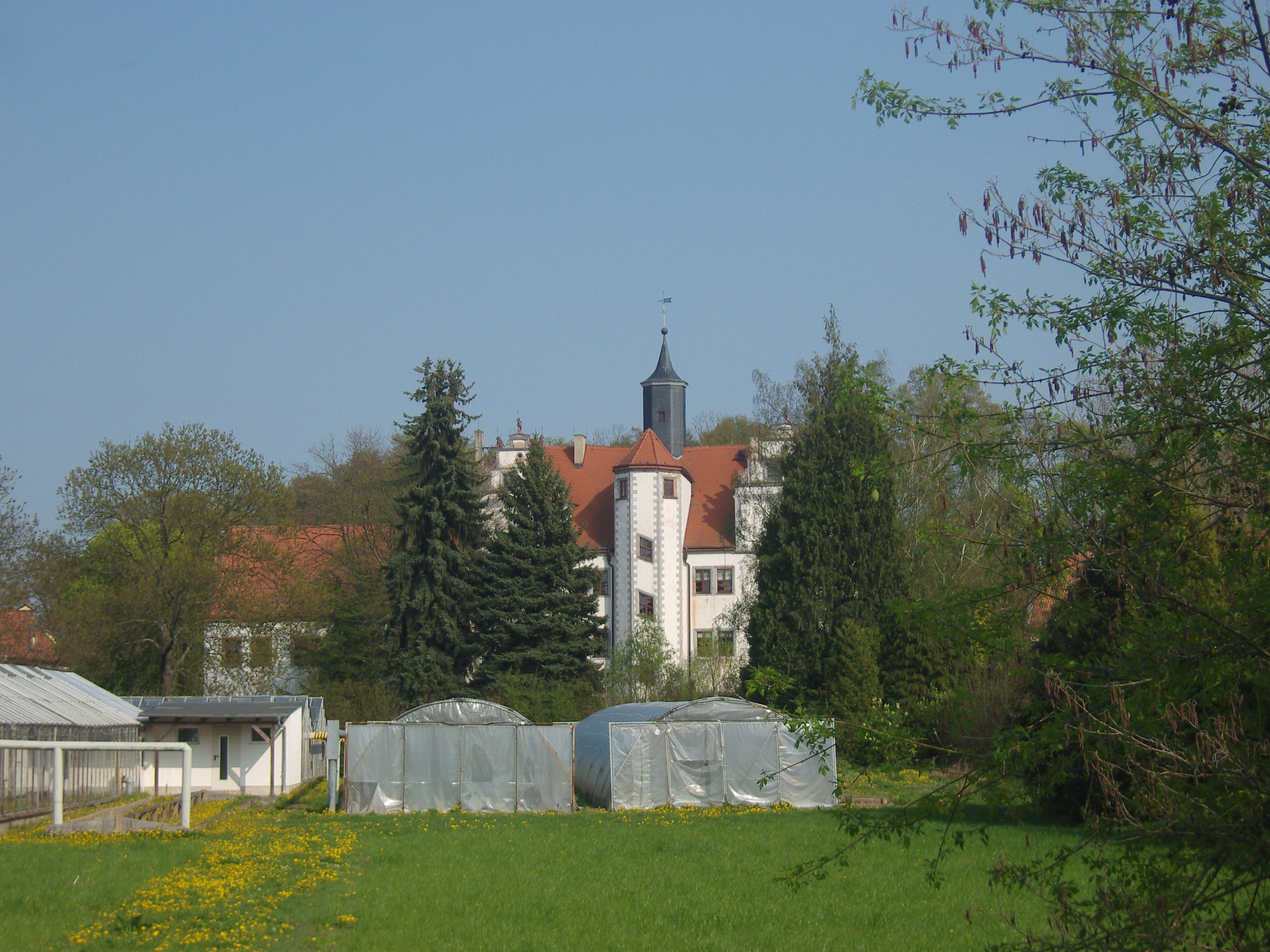
Von Westen aus gesehen

Das Wasserschloss Podelwitz liegt direkt an der Freiberger Mulde im Ortsteil Podelwitz der Stadt Colditz im Freistaat Sachsen. Das denkmalgeschützte Schloss liegt am Muldentalradwanderweg und ist auch von der Mulde aus, für Wasserwanderer (über eine Treppe) erreichbar.
Im Schloss befindet sich die Heimatstube Podelwitz der Familie Knochenmuß, die eine Sammlung von Haushaltsgegenständen, Wirtschaftsgütern und Ansichtskarten zeigt. Sie ist eine der umfangreichsten Sammlungen dieser Art in ganz Sachsen. Im Schloss befindet sich auch eine Pension und ein Begegnungszentrum. Im ehemaligen Wirtschaftsgebäude neben dem Schloss befindet sich eine Gaststätte.

## Geschichte
Erstmals urkundlich erwähnt wurde das Wasserschloss 1487, als ein Herr von Schellenberg sich damals 200 Gulden von den frommen Brüdern zu Colditz leiht. Wasserschloss und Rittergut existierten aber schon früher, das Adelsgeschlecht Schellenberg ist seit dem 15. Jahrhundert in der Gegend nachweisbar. Im Jahr 1545 wurde Hans Ernst von Schellenberg Rittergutsbesitzer in Podelwitz. Um 1570 ließ Hans Rudolph von Schellenberg das heutige Schloss im Stil der Sächsischen Renaissance errichten; er wird auch noch 1588 als Besitzer genannt.
Ende des 16. Jahrhunderts endet die Ära der Schellenbergs, und im Jahr 1596 wurde Hermann von Heynitz als Mitbesitzer und auch als Pächter genannt. Danach wechseln die Besitzer öfter. Im Jahr 1691 kaufte Ulrich Maximilian von Rechenberg das Schloss und ließ es umbauen. Er verlegte den Haupteingang von der West- auf die Ostseite und schuf ein neues Portal mit seinem Wappen.
Auch die Innenräume wurden neu gestaltet. Er ließ in den Räumen südlich der Eingangshalle durch italienische Stuckmeister an den anstelle der Kreuzgewölbe eingezogenen Flachdecken in drei großen Medaillons die Sage der Io (Tochter des Flussgottes Inachos) darstellen.
Die drei Medaillons zeigten:
- Hera sitzt auf einer Wolke und betrachtet triumphierend die von Argos beaufsichtigte Kuh Io.
- Zeus schickt seinen Hermes mit den bekannten Flügelchen an den Hand- und Fußgelenken aus.
- Hermes hat eben dem Wächter den Kopf abgeschlagen, den er in der Hand hält, während sich aus dem Hals von Argos ein wahrer Wasserfall von Blut ergießt.

Die übrigen Deckenflächen waren mit Arabesken, dem Rechenbergschen Wappen und verschlungenen Monogrammen „MR“ ausgefüllt. Diese Stuckarbeiten wurden in den 1950er Jahren zerstört.
Die kostspieligen Umbauten ruinierten Maximilian von Rechenberg, und er verkaufte das Schloss und Gut Podelwitz schon 1693 an Moritz von Ankelmann, der 1722 stirbt. Von 1723 bis 1781 gehörte das Gut der Familie von Kötteritz. Dann erfolgte der Verkauf an den Kurfürstlichen Sächsischen Kammerrat Johann Gottfried (von) Lorenz, einen erfolgreichen Kaufmann und Fabrikbesitzer aus Mittweida, der 1790 zum Freiherrn geadelt wurde. Dessen Tochter Johanne Wilhelmine Freiin von Lorenz galt als große Wohltäterin für Podelwitz, so richtete sie einen Kleinkindergarten ein und gründete Stiftungen. Sie starb 1850 unverheiratet. Nach ihrem Tod erbte das Rittergut ihre nächste Verwandte Auguste Freifrau von Reiswitz geborene von Lorenz (1812–1892). Diese ließ 1867 das an der Freiberger Mulde liegende Muldenschlösschen errichten. Ihr ältester Sohn Stenzel Gottlob Alfred Freiherr von Reiswitz und Kadersin-Holtzbrinck (1839–1929) ließ 1893 den Anbau an der nördlichen Seite des Schlosses errichten. Er zog danach von Collmen ins Schloss Podelwitz und erhielt 1892 in Baden-Baden die Erlaubnis zum Führen seines Doppelnamens, eingetragen als deutscher Uradel mit der Berechtigung zum Tragen des Freiherrntitels. 1911 erfolgte die Aufnahme in das sächsische Adelsbuch. Der Major besaß des Weiteren mit Helbecke ein Rittergut im Sauerland und war Ehrenkommendator des Johanniterordens. Aus seiner Ehe mit Henny von Holtzbrinck-Helbecke stammt der Podelwitzer Erbe, Alfred Freiherr von Reiswitz und Kadersin (1875–1923), der Fideikommisherr auf Podelwitz und Collmen wurde, verheiratet mit Helene geb. Freiin von der Ropp (1877–1932). Der letzte Besitzer war ihr Sohn Wenzel Freiherr von Reiswitz und Kadersin, der im Jahr 1923 im Alter von 14 Jahren im Minorat erbte. Seine Mutter verwaltete den 372 ha großen Besitz, bis er ihn im Jahre 1931 selbst übernehmen konnte. 1932 heiratete Wenzel Jutta von Böhlau, ihre vier Kinder wurden in Podelwitz und Leißnig geboren. 1942 umfasste Podelwitz, nunmehr als Allodialgut, noch 338 ha Fläche. 1945 erfolgte die Enteignung im Zug der Bodenreform.
Danach wurde am Wasserschloss eine Maschinen-Ausleih-Station (MTS) errichtet und im Schloss selbst Wohnungen eingebaut. Im Jahr 1952 wurde das Wasserschloss Eigentum der Gemeinde Podelwitz und als Kindergarten und für Wohnungen genutzt. Die Schlossgärtnerei wird durch die GPG „Muldenperle“ weitergeführt. Nach der Wende 1990 wurde die Schlossgärtnerei wieder privatisiert.
Nach 1991 wurde mit der Sanierung und Rekonstruktion des inzwischen sehr baufällig gewordenen Bauwerks begonnen. Bis 1995 konnte die Sanierung des Dachs, des Dachreiters und der Außenfassaden abgeschlossen werden. Im Jahr 1996 begann der Innenausbau, so wurde im Erdgeschoss das Begegnungszentrum und in der zweiten Etage eine Pension und eine Heimatstube errichtet. Die Schlossgärtnerei wurde 2001 vom Bildungs- und Sozialwerk Tanndorf übernommen, und die Gemeinde erwarb das Wirtschaftsgebäude gegenüber dem Schloss und errichtet hier eine Ausbildungsküche und 2005 die Gaststätte „Schlossgewölbe“.
Am 13. August 2002 wurde auch das Schloss Podelwitz von der Jahrhundertflut an der Mulde heimgesucht. Der Wasserstand erreicht das Erdgeschoss, und am danebenliegenden Wirtschaftsgebäude brach der Nordgiebel durch Unterspülung zusammen. Bis 2004 wurden die Schäden beseitigt.